# Жабрій гарний
Жабрій гарний (Galeopsis speciosa) — вид квіткових рослин родини глухокропивові (Lamiaceae).

## Поширення
Жабрій гарний поширений у північній та центральній Європі та Сибіру. Вид став широко поширеним у Канаді, де був інтродукований як бур'ян. Він також використовується як лікарська рослина.
Поширений майже по всій Україні. Росте як звичайний бур'ян у посівах і на городах, на засмічених місцях, на вирубках тощо. Цвіте з червня по вересень.

## Опис
Багаторічна трав'яниста рослина з шорстковолосистим, під вузлами потовщеним, стеблом. Листя яйцеподібно-ланцетні, гостро- або тупозубчасті, на черешках. Квітки великі, світло-жовті, з двогубим віночком, середня лопать нижньої губи з жовтою плямою у зеву, інша частина фіолетова.

## Лікарські властивості
У народній медицині відвар трави п'ють при виразці шлунка. Зовнішньо — роблять примочки при екземі.